# نوسان آکوستیک باریونیک

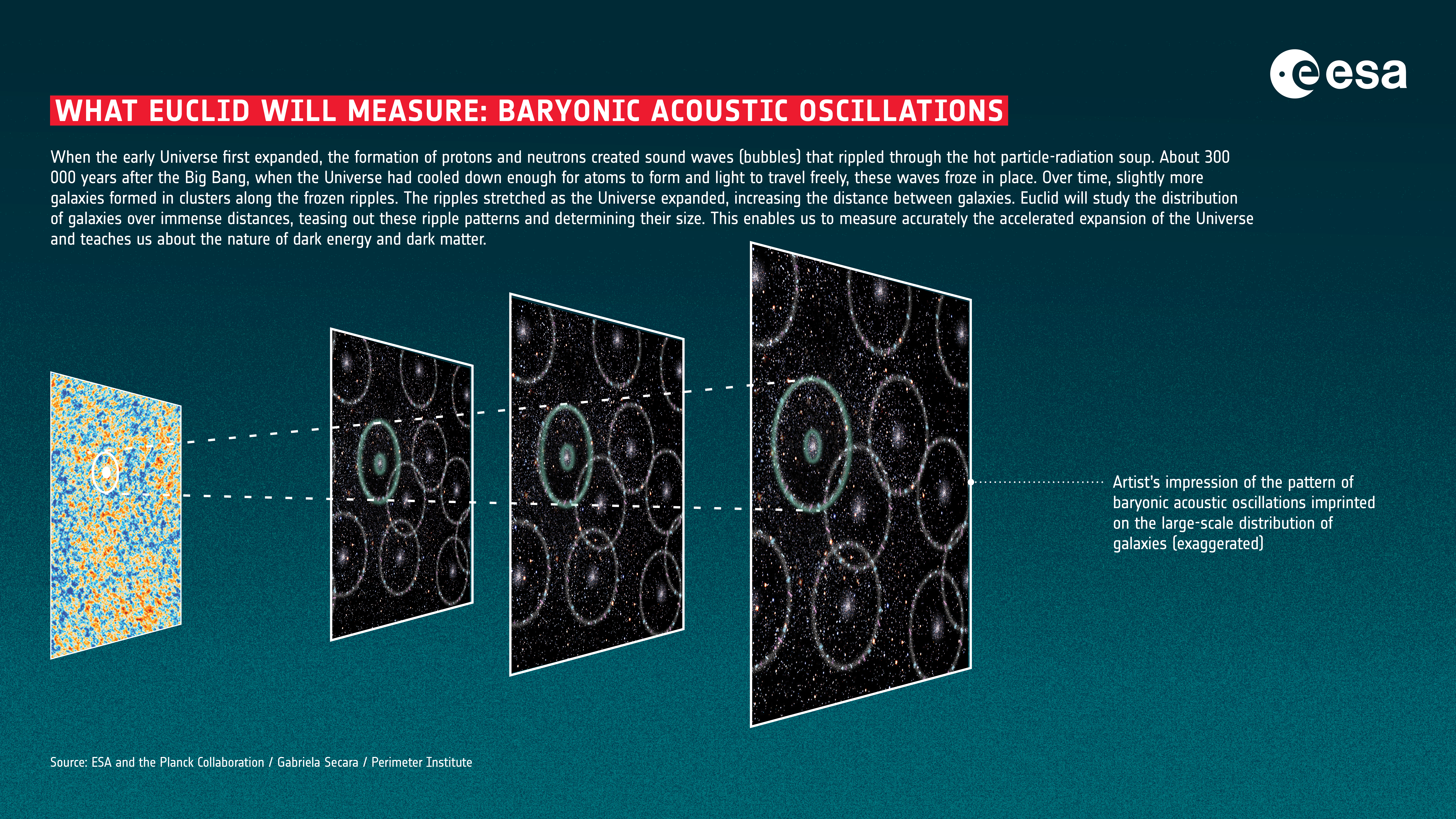
نوسانات صوتی باریونی را می‌توان با مطالعهٔ پس‌زمینه مایکروویو کیهانی، برای نمونه توسط تلسکوپ فضایی اقلیدس، اندازه‌گیری کرد.

در کیهان‌شناسی نوسانات آکوستیک باریونی (انگلیسی: Baryon acoustic oscillations) یا (BAO) نوساناتی در چگالی مادهٔ باریونی قابل مشاهدهٔ (ماده عادی) جهان است که ناشی از امواج چگالی صوتی در پلاسمای اولیه جهان اولیه است. همان‌طور که ابرنواخترها یک «شمع استاندارد» برای مشاهدات نجومی ارائه می‌دهند، خوشه‌بندی مواد BAO یک «خط‌کش استاندارد» برای مقیاس طول در کیهان‌شناسی را فراهم می‌کند. طول این خط‌کش استاندارد با حداکثر مسافتی که امواج صوتی در پلاسمای اولیه می‌توانند طی کنند قبل از سرد شدن پلاسما به نقطه‌ای تبدیل می‌شود که به اتم‌های خنثی تبدیل می‌شود (دورهٔ بازترکیبی)، که باعث متوقف شدن گسترش امواج چگالی پلاسما می‌شود. آنها را در جای خود «فریز» شده‌اند. طول این خط‌کش استاندارد (تقریبا ۴۹۰ میلیون سال نوری در جهان امروز) را می‌توان با مشاهده ساختار مقیاس بزرگ ماده با استفاده از بررسی‌های نجومی اندازه‌گیری کرد. اندازه‌گیری‌های BAO به کیهان‌شناسان کمک می‌کند تا با محدودکردن پارامترهای کیهان شناختی بیشتری در مورد ماهیت انرژی تاریک (که باعث گسترش سریع جهان می‌شود) داشته باشند.

## جهان اولیه
جهان اولیه شامل یک پلاسمای داغ و متراکم از الکترون‌ها و باریون‌ها (که شامل پروتونها و نوترونها می‌شود) بود. فوتونها (ذرات نوری) که در این جهان در حال حرکت هستند اساساً به دام افتاده بودند و قادر نبودند تا فاصلهٔ قابل توجهی را پیش از تعامل با پلاسما از طریق پراکندگی تامسون طی کنند.مسافتی را که یک فوتون می‌تواند قبل از برهمکنش با پلاسما طی کند، به عنوان میانگین مسیر آزاد فوتون شناخته می‌شود. با انبساط جهان، دمای پلاسما به زیر ۳۰۰۰ کلوین سرد شد - این انرژی به اندازهٔ کافی پایین است که در آن الکترون‌ها و پروتون‌های موجود در پلاسما می‌توانند با یکدیگر ترکیب شده و اتم‌های هیدروژن خنثی را تشکیل دهند. این بازترکیبی زمانی اتفاق افتاد که جهان حدود ۳۷۹٬۰۰۰ سال سن داشت، یا در انتقال به سرخ z = ۱۰۸۹ [۴] فوتون‌ها با مادهٔ خنثی به میزان بسیار کمتری برهم کنش می‌کنند و بنابراین در ترکیب مجدد جهان در برابر فوتون‌ها شفاف شد و به آنها فرصت جدا شدن از ماده و جریان‌یافتن آزاد در جهان را داد.